# Hu Jintao
Hu Jintao (Chinees: 胡錦濤 / 胡锦涛) (Jiangyan, Kuomintang China, 21 december 1942) (jiaxiang: Anhui, Jixi) is de voormalige secretaris-generaal van de Chinese Communistische Partij en van 2002 tot en met 2012 de regeringsleider van de Volksrepubliek China, als opvolger van Jiang Zemin.

## Voorgeschiedenis
Hu is van beroep waterbouwkundig ingenieur. Hij studeerde af aan China's prestigieuze Qinghua Universiteit. Volgens zijn officiële biografie is hij begiftigd met een fotografisch geheugen. Zijn carrière is opmerkelijk door zijn buitengewoon snelle opmars naar de macht, die toegeschreven wordt aan zijn gematigde opvattingen en de zorg die hij eraan besteed heeft zijn oudere aanhangers niet voor het hoofd te stoten of weg te jagen.
Hu heeft zijn carrière voornamelijk doorgebracht in het armere achterland van China en niet in de rijkere kuststreken. Mede hierdoor was hij voor veel Westerse politiek analisten onbekend voor hij aan de macht kwam. In de noordwestelijke provincie Gansu werd hij de beschermeling van de plaatselijke partijsecretaris Song Ping, die hem meenam toen hij in 1981 naar Peking werd gehaald.
In 1982 werd Hu lid van het Centraal Comité van de Communistische Partij, het partijparlement. Vervolgens werd hij leider van de Jeugdliga, partijsecretaris in Guizhaou en van 1988 tot 1992 van de Tibetaanse Autonome Regio.
Terug in Peking kwam Hu met steun van de machtige leider achter de schermen Deng Xiaoping in het Politbureau en in het permanent comité daarvan. In 1998 werd hij vicepresident van China en plaatsvervangend secretaris van het militaire comité van de partij.
Op 15 november 2002 volgde hij Jiang Zemin op als secretaris-generaal van de Chinese Communistische Partij, en op 15 mei 2003 werd hij door het Nationaal Volkscongres gekozen tot president van de Volksrepubliek China. In 2004 ten slotte volgde hij Jiang Zemin op als secretaris van het militaire comité.

## Leiderschap
Sinds zijn aantreden als secretaris-generaal van de Communistische Partij heeft Hu zich een meer egalitaire stijl aangemeten dan zijn voorganger had. Hu heeft veel aandacht besteed aan bevolkingsgroepen binnen China die niet geprofiteerd hebben van de economische hervormingen en heeft een aantal zeer opzichtige bezoeken aan de armere gebieden gebracht met als doel deze gebieden beter te leren begrijpen. Zijn belangrijkste politieke leus is die van de 'harmonieuze samenleving': het evenwicht tussen stad en platteland, arm en rijk, overheid en onderdanen.
De grootste crisis in het begin van Hu's bewind was het uitbreken van de longziekte SARS. Na (breed gedragen) kritiek van de Wereldgezondheidsorganisatie op China wegens haar poging de zaak te verdoezelen en wegens het langzaam reageren op de crisis, ontsloeg hij een aantal hooggeplaatste partijleden – onder wie de minister van Volksgezondheid en de burgemeester van Peking – en ondernam hij stappen om China's rapportage aan internationale medische organisaties transparanter te maken.
Opvallend was de milde reactie van Peking op protesten in Hongkong tegen Artikel 23 in 2003. In een niet eerder voorgekomen beslissing werd de voorgestelde wetgeving op 1 juli van dat jaar ingetrokken. Tegelijkertijd ging Hu publiekelijk vierkant achter Hongkongs partijbaas Tung-Chee Hwa staan, na de stemming in Hongkong gepolst te hebben. Heel anders was de reactie toen in de aanloop naar de Olympische Spelen van Peking onrust ontstond in Tibet, waar Hu zelf had meegewerkt aan de politiek van 'sinaficering'. De opstand werd met groot geweld neergeslagen, en de vermoedelijke leiders werden terechtgesteld. Hetzelfde gebeurde in Xinjiang, waar de Oeigoeren in 2009 de Han-Chinezen begonnen aan te vallen. De toekenning van de Nobelprijs voor de Vrede aan de gedetineerde Liu Xiaobo, initiatiefnemer van Charter 08, leidde tot verkrampte commentaren. Vrouw en vrienden van Lioe werden onder bewaking geplaatst om te voorkomen dat iemand namens hem naar Oslo reisde. In Peking werd een "Confucius Vredesprijs" uitgereikt
aan Lien Chan, een ijveraar voor samenwerking van Taiwan met de Volksrepubliek.
Sinds de jaren 1980 is China steeds verder geïnstitutionaliseerd en is de macht gedepersonaliseerd. Als reactie op de chaos tijdens de Culturele Revolutie heeft de Communistische Partij zich ten doel gesteld een ordelijk systeem van opvolging in het leven te roepen, alsmede een mechanisme ter voorkoming van het ontstaan van persoonscultussen.
China heeft een lange lijst van "gevallen kroonprinsen". Tijdens het leiderschap van Hu werd Zeng Qinghong daaraan toegevoegd. Zeng, die gezien werd als Jiangs rechterhand en voornaamste bondgenoot, beheerde de archieven van de partij en was verantwoordelijk voor het aannemen en ontslaan van de hoogste partijbonzen. Sommigen beschouwden Zeng, en niet Hu, in eerste instantie als grote man binnen de Vaste Commissie. Echter, tot grote verrassing van toeschouwers, nam Hu's macht toe. Belangrijke bondgenoten van Hu promoveerden naar belangrijke posten, hetzij door benoeming hetzij door verkiezing door lagere organen in een institutionele hiërarchie. Over het algemeen werd in de staatsmedia steeds minder melding gemaakt van Jiangs Theorie van drie Vertegenwoordigingen en steeds meer van de xiaokang maatschappij (min of meer de middenklasse-maatschappij). In 2007 (partij) en 2008 (staat) werd Zeng vervangen door een nieuwe 'rijzende ster': Xi Jinping.
Hu en Wen Jiabao hebben geprobeerd China los te weken van het denkbeeld van economische groei tegen elke prijs, ten faveure van een visie die meer evenwicht houdt met de noden van sociale ongelijkheid en milieuschade, waaronder het gebruik van het groene bruto nationaal product in het nemen van personeelsbeslissingen.
In 2010 werd Hu door het Amerikaanse zakenblad Forbes genoemd als de machtigste persoon in de wereld, nog voor de president van de Verenigde Staten. In 2012 werd hij als leider van de Communistische Partij opgevolgd door Xi Jinping en in 2013 als President van China.
Tijdens de sluitingsceremonie van het 20e Congres van de Communistische Partij in de Grote Hal van het Volk werd Hu op 22 oktober 2022 afgevoerd van het erepodium waar hij naast Xi zat. Hij moest tegen zijn zin opstaan uit zijn stoel en werd, na nog een aanraking met Xi, weggeleid van het podium. De achtergrond van het incident was niet geheel duidelijk, maar er waren interpretaties waarin hij openlijk door Xi werd vernederd wegens een te kritische houding over diens leiderschap. De Chinese staatsmedia verklaarden achteraf dat hij zich niet lekker voelde. Xi werd aan het eind van het Congres voor een derde termijn van vijf jaar gekozen als partijleider. Een aantal Hu-getrouwen, onder wie de soms op Xi's kritische premier Li Keqiang, zijn uit het Permanent Comité verdwenen.